# Sibiti (distrikt)
Sibiti är ett distrikt i Kongo-Brazzaville. Det ligger i departementet Lékoumou, i den sydvästra delen av landet, 230 km väster om huvudstaden Brazzaville.